# 1927 год в кино

## Фильмы

### Мировое кино
- «Башня»/La Tour, Франция (реж. Рене Клер)
- «Восход солнца»/Sunrise: A Song of Two Humans, США (реж. Фридрих Вильгельм Мурнау)
- «Генерал»/The General, США (реж. Клайд Бракмэн и Бастер Китон)
- «Добыча ветра»/La proie du vent, Франция (реж. Рене Клер)
- «Крылья»/Wings, США (реж. Уильям Уэллман)
- «Лондон после полуночи»/London After Midnight, США (реж. Тод Браунинг)
- «Любовь»/Love, США (реж. Эдмунд Гулдинг)
- «Метрополис»/Metropolis, Германия (реж. Фриц Ланг)
- «Моя любимая девушка»/My Best Girl, США (реж. Сэм Тейлор)
- «Наполеон»/Napoléon, Франция (реж. Абель Ганс)
- «Неизвестный»/The Unknown, США (реж. Тод Браунинг)
- «Седьмое небо»/Seventh Heaven, США (реж. Фрэнк Борзейги)
- «Соломенная шляпка»/Un chapeau de paille d’ltalie, Франция (реж. Рене Клер)
- «Хула »/Hula, США (реж. Виктор Флеминг)

### Советское кино

#### Художественно-игровое кино

##### Фильмы БССР
- Булат-Батыр (р/п. Юрий Тарич).
- Его превосходительство (р/п. Григорий Рошаль).

##### Фильмы РСФСР
- «Девушка с коробкой», (реж. Борис Барнет)
- «Поцелуй Мэри Пикфорд», (реж. Сергей Комаров)
- «Октябрь (Десять дней, которые потрясли мир)», (реж. Сергей Эйзенштейн и Григорий Александров)
- «С. В. Д.», (реж. Григорий Козинцев и Леонид Трауберг)
- «Сар-Пигэ», (реж. Олег Фрелих)
- «Тарас Трясило», (реж. Пётр Чардынин)
- «Третья Мещанская», (реж. Абрам Роом)

##### Фильмы совместных производителей

###### Двух киностудий и двух союзных республик
- Поэт и царь (р/п. Владимир Гардин и Александр Гинцбург).

##### Фильмы УССР
- Сумка дипкурьера (р/п. Александр Довженко).

#### Документальное кино
- Евреи на земле (р/п. Абрам Роом).
- Конец Санкт-Петербурга (р/п. Всеволод Пудовкин).

## Знаменательные события
Кинокомпания Warner Bros. начинает выпуск новостей со звуковым сопровождением. Звук записывается непосредственно на киноплёнку.

## Персоналии

### Родились
- 8 января — Малгожата Лёрентович, польская актриса театра и кино.
- 27 апреля — Евгений Моргунов, советский актёр театра и кино, заслуженный артист РСФСР.
- 17 июня — Лучо Фульчи, итальянский режиссёр.
- 19 июня — Мальвина Уршиану, румынский кинорежиссёр и сценарист.
- 20 июня — Вячеслав Котёночкин, советский режиссёр, художник и художник-мультипликатор.
- 26 июня — Владимир Мотыль, советский режиссёр театра и кино, сценарист.
- 3 июля — Кен Рассел, английский режиссёр, актёр, сценарист, клипмейкер.
- 30 июля — Виктор Вонг, американский актёр китайского происхождения.
- 3 сентября — Ндрек Лука, албанский актёр театра и кино, режиссёр.
- 16 октября — Дьёрдь Ревес, венгерский кинорежиссёр и сценарист.
- 24 октября — Жан-Клод Паскаль, французский певец и актёр.
- 18 ноября — Эльдар Рязанов, советский кинорежиссёр, сценарист, актёр, поэт, автор текстов песен, народный артист СССР.
- 20 ноября
  - Михаил Ульянов, советский актёр театра и кино, художественный руководитель государственного академического театра имени Евгения Вахтангова, народный артист СССР, Герой Социалистического Труда.
  - Вальтер Хайновский, немецкий кинорежиссёр и сценарист.
- 21 ноября — Тамара Носова, советская актриса театра и кино, народная артистка России.
- 24 ноября — Гюнтер Райш, немецкий кинорежиссёр.
- 13 декабря — Леонид Марков, советский актёр театра и кино.